# A Stranger in Town
Pour plus de détails, voir Fiche technique et Distribution.
A Stranger in Town est un film de procès américain réalisé par Roy Rowland et sorti en 1943.

## Synopsis
Un juge de la Cour suprême, John Josephus Grant, demande à sa secrétaire de ne dire à personne où il part en vacances. Il se lance dans une chasse au canard, mais lors de sa première journée il est contrôlé par l'inspecteur Orrin Todds qui lui demande son permis de chasse et lui inflige une amende. Le juge refuse de payer, et sans révéler sa véritable profession, l'accompagne au tribunal local.

## Fiche technique
- Réalisation : Roy Rowland
- Scénario : Isobel Lennart, William Kozlenko
- Lieux de tournage : Metro-Goldwyn-Mayer Studios
- Producteur : Robert Sisk
- Directeur de la photographie : Sidney Wagner
- Musique : Daniele Amfitheatrof et Nathaniel Shilkret
- Montage : Elmo Veron
- Durée : 67 minutes
- Date de sortie : 
  - États-Unis : avril 1943

## Distribution
- Frank Morgan : John Josephus Grant
- Richard Carlson : Bill Adams
- Jean Rogers : Lucy Gilbert
- Porter Hall : Judge Austin Harkley
- Robert Barrat : Mayor Connison
- Donald MacBride : Vinnie Z. Blaxton
- Walter Baldwin : Tom Cooney
- Andrew Tombes : Roscoe Swade
- Olin Howland : Homer Todds
- Chill Wills : Charles Craig
- Irving Bacon : Orrin Todds
- Eddie Dunn (en) : Henry
- Gladys Blake : Birdie
- John Hodiak : Hart Ridges